# Mesochria griveaudi
Mesochria griveaudi är en tvåvingeart som beskrevs av Elisabeth K. Stuckenberg 1961. Mesochria griveaudi ingår i släktet Mesochria och familjen fönstermyggor.
Artens utbredningsområde är Madagaskar. Inga underarter finns listade i Catalogue of Life.